# Llista de monuments de Granollers
Llista de monuments de Granollers inclosos en l'Inventari del Patrimoni Arquitectònic Català per al municipi de Granollers (Vallès Oriental). Inclou els inscrits en el Registre de Béns Culturals d'Interès Nacional (BCIN) amb la classificació de monuments històrics i els Béns Culturals d'Interès Local (BCIL) de caràcter arquitectònic.
| Monument                                                                                       | Protecció       | Estil/època                                               | Localització                                                                             | Coordenades                                          | Codi?         | Imatge |
| ---------------------------------------------------------------------------------------------- | --------------- | --------------------------------------------------------- | ---------------------------------------------------------------------------------------- | ---------------------------------------------------- | ------------- | --- |
| Torre de Pinós                                                                                 | BCIN 916-MH     | XIV                                                       | Granollers Ctra. de Cardedeu, a 300 m                                                    | 41° 36′ 50″ N, 2° 17′ 59″ E / 41.613991°N,2.299688°E | RI-51-0005495 | Torre de Pinós (Granollers) · Vegeu més fotos d'aquest monument · Carregueu una nova foto d'aquest monument                                          |
| Torre de les Aigües                                                                            | BCIN 917-MH     | XV-XVI                                                    | Granollers Camí de la Torre de les Aigües, Palou                                         | 41° 35′ 19″ N, 2° 16′ 47″ E / 41.588577°N,2.279849°E | RI-51-0005496 | Torre de les Aigües (Granollers) · Vegeu més fotos d'aquest monument · Carregueu una nova foto d'aquest monument                                     |
| Restes del recinte emmurallat de Granollers                                                    | BCIN 918-MH     | XVI-XVII                                                  | Granollers C. Constància, c. de Sant Cristòfol, corredossos de Sant Cristòfol i Sant Roc | 41° 36′ 32″ N, 2° 17′ 17″ E / 41.608916°N,2.287918°E | RI-51-0005494 | Restes del recinte emmurallat (Granollers) · Vegeu més fotos d'aquest monument · Carregueu una nova foto d'aquest monument                           |
| Porxada                                                                                        | BCIN 3868-MH-EN | Renaixement XVI                                           | Granollers Pl. Porxada                                                                   | 41° 36′ 29″ N, 2° 17′ 16″ E / 41.608131°N,2.287700°E | RI-51-0011586 | Porxada (Granollers) · Vegeu més fotos d'aquest monument · Carregueu una nova foto d'aquest monument                                                 |
| Casa Joaquim Trullàs                                                                           | BCIL 2003       | XX Mitjan                                                 | Granollers C. Alfons IV, 64                                                              | 41° 36′ 15″ N, 2° 17′ 16″ E / 41.604105°N,2.287731°E | IPA-28934     | Casa Joaquim Trullàs (Granollers) · Vegeu més fotos d'aquest monument · Carregueu una nova foto d'aquest monument                                    |
| Casa Pere Gendra                                                                               | BCIL 2003       | Noucentisme Joaquim Raspall 1929                          | Granollers C. Alfons IV, 72 - c. Navarra                                                 | 41° 36′ 14″ N, 2° 17′ 15″ E / 41.603979°N,2.287625°E | IPA-28935     | Casa Pere Gendra (Granollers) · Vegeu més fotos d'aquest monument · Carregueu una nova foto d'aquest monument                                        |
| Museu de Granollers                                                                            | BCIL 2003       | Darreres tendències XX (1976)                             | Granollers C. Anselm Clavé, 40                                                           | 41° 36′ 25″ N, 2° 17′ 19″ E / 41.60704°N,2.28853°E   | IPA-28936     | Museu de Granollers · Vegeu més fotos d'aquest monument · Carregueu una nova foto d'aquest monument                                                  |
| Fonda Europa                                                                                   | BCIL 2003       | Eclecticisme reforma de Josep M. Miró i Guibernau XX 1923 | Granollers C. Anselm Clavé, 4 - pl. Josep Barangé                                        | 41° 36′ 30″ N, 2° 17′ 21″ E / 41.608302°N,2.289149°E | IPA-28937     | Fonda Europa (Granollers) · Vegeu més fotos d'aquest monument · Carregueu una nova foto d'aquest monument                                            |
| Casa Torrabadella, Can Ramoneda                                                                | BCIL 2003       | XIX Final                                                 | Granollers C. Anselm Clavé, 29 - C. Marià Maspons                                        | 41° 36′ 28″ N, 2° 17′ 20″ E / 41.607643°N,2.288880°E | IPA-28938     | Casa Torrabadella (Granollers) · Vegeu més fotos d'aquest monument · Carregueu una nova foto d'aquest monument                                       |
| Conjunt de cases al carrer Barcelona, 2-6 (Ca la Madalena, Ca l'Ambròs)                        | BCIL 2003       | XVII                                                      | Granollers C. Barcelona, 2-6 - pl. Manuel Montanyà                                       | 41° 36′ 28″ N, 2° 17′ 13″ E / 41.607811°N,2.286826°E | IPA-28939     | Conjunt de cases al carrer Barcelona, 2-6 (Granollers) · Vegeu més fotos d'aquest monument · Carregueu una nova foto d'aquest monument               |
| Casa Francesc Mas                                                                              | BCIL 2003       | Renaixement XVI                                           | Granollers C. Barcelona, 5                                                               | 41° 36′ 28″ N, 2° 17′ 13″ E / 41.607676°N,2.286960°E | IPA-28940     | Casa Francesc Mas (Granollers) · Vegeu més fotos d'aquest monument · Carregueu una nova foto d'aquest monument                                       |
| Casa Francesc Marimon                                                                          | BCIL 2003       | Noucentisme Joaquim Raspall 1924                          | Granollers C. Barcelona, 15 - carreró Sant Cristòfol                                     | 41° 36′ 27″ N, 2° 17′ 13″ E / 41.607404°N,2.287046°E | IPA-28941     | Casa Francesc Marimon (Granollers) · Vegeu més fotos d'aquest monument · Carregueu una nova foto d'aquest monument                                   |
| Casa al carrer Barcelona, 28                                                                   | BCIL 2003       | Renaixement XVI                                           | Granollers C. Barcelona, 28 - c. Museu                                                   | 41° 36′ 26″ N, 2° 17′ 12″ E / 41.607090°N,2.286786°E | IPA-28942     | Casa al carrer Barcelona, 28 (Granollers) · Vegeu més fotos d'aquest monument · Carregueu una nova foto d'aquest monument                            |
| Casa al carrer Barcelona, 30                                                                   |                 | Renaixement XVI                                           | Granollers C. Barcelona, 30                                                              | 41° 36′ 25″ N, 2° 17′ 12″ E / 41.607009°N,2.286787°E | IPA-28943     | Casa al carrer Barcelona, 30 (Granollers) · Vegeu més fotos d'aquest monument · Carregueu una nova foto d'aquest monument                            |
| Can Relats                                                                                     | BCIL 2003       | XIX Final                                                 | Granollers C. Martí Grivé, 47 - c. Sant Josep de Calassanç                               | 41° 36′ 14″ N, 2° 17′ 23″ E / 41.603875°N,2.289834°E | IPA-28944     | Can Relats (Granollers) · Vegeu més fotos d'aquest monument · Carregueu una nova foto d'aquest monument                                              |
| Parròquia de Nostra Senyora de Fàtima                                                          |                 | XX Mitjan                                                 | Granollers Ctra. Caldes - Av. de l'Estació                                               | 41° 36′ 44″ N, 2° 16′ 46″ E / 41.61221°N,2.27958°E   | IPA-28945     | Parròquia de Nostra Senyora de Fàtima (Granollers) · Vegeu més fotos d'aquest monument · Carregueu una nova foto d'aquest monument                   |
| Can Bigues                                                                                     | BCIL 2003       | XVIII                                                     | Granollers Pl. de la Corona, 1                                                           | 41° 36′ 20″ N, 2° 17′ 15″ E / 41.605473°N,2.287584°E | IPA-28946     | Can Bigues (Granollers) · Vegeu més fotos d'aquest monument · Carregueu una nova foto d'aquest monument                                              |
| Can Paula Pinyol                                                                               | BCIL 2003       | Eclecticisme XIX Final                                    | Granollers Pl. Corona, 17                                                                | 41° 36′ 21″ N, 2° 17′ 19″ E / 41.605723°N,2.288661°E | IPA-28947     | Can Paula Pinyol (Granollers) · Vegeu més fotos d'aquest monument · Carregueu una nova foto d'aquest monument                                        |
| Casa Medalla                                                                                   | BCIL 2003       | Renaixement XVI                                           | Granollers C. Corró, 3                                                                   | 41° 36′ 33″ N, 2° 17′ 16″ E / 41.609275°N,2.287650°E | IPA-28948     | Casa Medalla (Granollers) · Vegeu més fotos d'aquest monument · Carregueu una nova foto d'aquest monument                                            |
| Casa Riera                                                                                     |                 |                                                           | Granollers C. Josep Umbert, 147                                                          | 41° 36′ 11″ N, 2° 17′ 45″ E / 41.603003°N,2.295927°E | IPA-28949     | Casa Riera (Granollers) · Vegeu més fotos d'aquest monument · Carregueu una nova foto d'aquest monument                                              |
| Antic Hospital de Sant Domènec, Biblioteca Popular Tarafa, Sala Francesc Tarafa                | BCIL 2003       | Gòtic, modernisme Joaquim Raspall XIV-XV, reforma 1926    | Granollers C. Corró, 47                                                                  | 41° 36′ 37″ N, 2° 17′ 17″ E / 41.61021°N,2.287991°E  | IPA-28950     | Antic Hospital de Sant Domènec (Granollers) · Vegeu més fotos d'aquest monument · Carregueu una nova foto d'aquest monument                          |
| Can Revento                                                                                    | BCIL 2003       | Renaixement XIV                                           | Granollers C. Corró, 50-52                                                               | 41° 36′ 39″ N, 2° 17′ 18″ E / 41.610701°N,2.288199°E | IPA-28951     | Can Revento (Granollers) · Vegeu més fotos d'aquest monument · Carregueu una nova foto d'aquest monument                                             |
| Casa Joan Parera                                                                               | BCIL 2003       | XVI                                                       | Granollers C. Corró, 62-64                                                               | 41° 36′ 39″ N, 2° 17′ 18″ E / 41.610927°N,2.288268°E | IPA-28952     | Casa Joan Parera (Granollers) · Vegeu més fotos d'aquest monument · Carregueu una nova foto d'aquest monument                                        |
| Capella dels Sants Metges                                                                      | BCIL 2003       | XVI, XIX Final                                            | Granollers C. Corró, 114                                                                 | 41° 36′ 43″ N, 2° 17′ 20″ E / 41.612077°N,2.288935°E | IPA-28953     | Capella dels Sants Metges (Granollers) · Vegeu més fotos d'aquest monument · Carregueu una nova foto d'aquest monument                               |
| Hostal del Lledoner, o Caseriu Lledoner de Baix                                                | BCIL 2003       |                                                           | Granollers C. Corró, 275 - c. Lledoner                                                   | 41° 37′ 02″ N, 2° 17′ 27″ E / 41.617173°N,2.290738°E | IPA-28954     | Hostal del Lledoner (Granollers) · Vegeu més fotos d'aquest monument · Carregueu una nova foto d'aquest monument                                     |
| Casa Joan Sampere o Sempere                                                                    | BCIL 2003       | Modernisme XX Inici                                       | Granollers C. Corró, 321                                                                 | 41° 37′ 10″ N, 2° 17′ 29″ E / 41.619328°N,2.291387°E | IPA-28955     | Casa Joan Sampere (Granollers) · Vegeu més fotos d'aquest monument · Carregueu una nova foto d'aquest monument                                       |
| Església parroquial de Sant Esteve                                                             |                 | Gòtic XII, XX Mitjan                                      | Granollers Pla de l'Església                                                             | 41° 36′ 28″ N, 2° 17′ 11″ E / 41.607806°N,2.286471°E | IPA-28956     | Església parroquial de Sant Esteve (Granollers) · Vegeu més fotos d'aquest monument · Carregueu una nova foto d'aquest monument                      |
| Casa de Cultura Sant Francesc                                                                  | BCIL 2003       | Neoclassicisme XVII, XX Mitjan                            | Granollers C. Antoni Espí i Grau, 1 - c. Corró                                           | 41° 36′ 33″ N, 2° 17′ 17″ E / 41.609241°N,2.287951°E | IPA-28957     | Casa de Cultura Sant Francesc (Granollers) · Vegeu més fotos d'aquest monument · Carregueu una nova foto d'aquest monument                           |
| Casa Manuel Puntas Viñas, Can Puntes                                                           | BCIL 2003       | Modernisme Eduard Balcells i Joaquim Raspall 1910         | Granollers C. Antoni Espí i Grau, 2 - C. Santa Elisabet, 16                              | 41° 36′ 33″ N, 2° 17′ 16″ E / 41.609051°N,2.287833°E | IPA-28958     | Casa Manuel Puntas Viñas (Granollers) · Vegeu més fotos d'aquest monument · Carregueu una nova foto d'aquest monument                                |
| Col·legi Pereanton                                                                             | BCIL 2003       |                                                           | Granollers C. Antoni Espí i Grau, 3                                                      | 41° 36′ 33″ N, 2° 17′ 17″ E / 41.609161°N,2.288144°E | IPA-28959     | Col·legi Pereanton (Granollers) · Vegeu més fotos d'aquest monument · Carregueu una nova foto d'aquest monument                                      |
| Can Pedrals                                                                                    | BCIL 2003       | XVIII                                                     | Granollers C. Antoni Espí i Grau, 6 - Pl. Josep Maluquer i Salvador                      | 41° 36′ 32″ N, 2° 17′ 17″ E / 41.608972°N,2.288122°E | IPA-28960     | Can Pedrals (Granollers) · Vegeu més fotos d'aquest monument · Carregueu una nova foto d'aquest monument                                             |
| Casa Pius Anfres Martí, la Tela                                                                | BCIL 2003       | XX Inici                                                  | Granollers Av. Francesc Macià, 51                                                        | 41° 36′ 06″ N, 2° 17′ 15″ E / 41.601763°N,2.287625°E | IPA-28961     | Casa Pius Anfres Martí (Granollers) · Vegeu més fotos d'aquest monument · Carregueu una nova foto d'aquest monument                                  |
| Hospital de Granollers, o Hospital Asil, Hospital Comarcal                                     | BCIL 2003       | Modernisme Josep Maria Miró i Guibernau XX Inici          | Granollers Av. Francesc Ribas                                                            | 41° 36′ 49″ N, 2° 17′ 44″ E / 41.613593°N,2.295512°E | IPA-28962     | Hospital de Granollers · Vegeu més fotos d'aquest monument · Carregueu una nova foto d'aquest monument                                               |
| Casa Miquel Blanxart i Estapé                                                                  | BCIL 2003       | Modernisme XX Inici                                       | Granollers C. Joan Prim, 11 - c. Torras i Bages                                          | 41° 36′ 37″ N, 2° 17′ 21″ E / 41.610202°N,2.289056°E | IPA-28963     | Casa Miquel Blanxart i Estapé (Granollers) · Vegeu més fotos d'aquest monument · Carregueu una nova foto d'aquest monument                           |
| Casa Josefa Ganduxer de Torras, Can Roura                                                      | BCIL 2003       | Modernisme XX Inici                                       | Granollers C. Joan Prim, 44                                                              | 41° 36′ 39″ N, 2° 17′ 22″ E / 41.610764°N,2.289554°E | IPA-28964     | Casa Josefa Ganduxer de Torras (Granollers) · Vegeu més fotos d'aquest monument · Carregueu una nova foto d'aquest monument                          |
| Casa Margarit                                                                                  | BCIL 2003       | Modernisme Joaquim Raspall XX Inici                       | Granollers C. Joan Prim, 145                                                             | 41° 36′ 49″ N, 2° 17′ 24″ E / 41.613478°N,2.290064°E | IPA-28965     | Casa Margarit (Granollers) · Vegeu més fotos d'aquest monument · Carregueu una nova foto d'aquest monument                                           |
| Can Guineu                                                                                     |                 | Noucentisme Joaquim Raspall 1920                          | Granollers C. Corró, 32                                                                  | 41° 36′ 37″ N, 2° 17′ 18″ E / 41.610285°N,2.288203°E | IPA-28966     | Can Guineu (Granollers) · Vegeu més fotos d'aquest monument · Carregueu una nova foto d'aquest monument                                              |
| Conjunt de cases de Can Mònic                                                                  | BCIL 2003       | Modernisme Joaquim Raspall 1923                           | Granollers C. Primer Marquès de les Franqueses, 123-145                                  | 41° 37′ 18″ N, 2° 17′ 35″ E / 41.621585°N,2.293012°E | IPA-28967     | Conjunt de cases de Can Mònic (Granollers) · Vegeu més fotos d'aquest monument · Carregueu una nova foto d'aquest monument                           |
| Dues cases aparellades al passeig de la Muntanya, 26-28                                        |                 | Modernisme                                                | Granollers Pg. de la Muntanya, 26-28                                                     | 41° 36′ 18″ N, 2° 17′ 35″ E / 41.604924°N,2.293187°E | IPA-28968     | Dues cases aparellades al passeig de la Muntanya, 26-28 (Granollers) · Vegeu més fotos d'aquest monument · Carregueu una nova foto d'aquest monument |
| Casa Joan March                                                                                | BCIL 2003       | Renaixement XVI                                           | Granollers Pl. de l'Oli, 4 - c. Doctor Riera, 2                                          | 41° 36′ 31″ N, 2° 17′ 15″ E / 41.608482°N,2.287551°E | IPA-28969     | Casa Joan March (Granollers) · Vegeu més fotos d'aquest monument · Carregueu una nova foto d'aquest monument                                         |
| Can Culleres, Colleres o Deuquartos                                                            | BCIL 2003       |                                                           | Granollers Pl. de les Olles, 8                                                           | 41° 36′ 31″ N, 2° 17′ 13″ E / 41.608532°N,2.286950°E | IPA-28971     | Can Culleres (Granollers) · Vegeu més fotos d'aquest monument · Carregueu una nova foto d'aquest monument                                            |
| Casa Josep Tardà i Mora, Can Pepet Valent                                                      | BCIL 2003       | Modernisme XX Inici                                       | Granollers Pl. de les Olles, 12                                                          | 41° 36′ 31″ N, 2° 17′ 13″ E / 41.608686°N,2.287057°E | IPA-28972     | Casa Josep Tardà i Mora (Granollers) · Vegeu més fotos d'aquest monument · Carregueu una nova foto d'aquest monument                                 |
| Ajuntament de Granollers, Casa de la Vila                                                      | BCIL 2003       | Eclecticisme XX Inici                                     | Granollers Pl. Porxada, 6                                                                | 41° 36′ 29″ N, 2° 17′ 14″ E / 41.608165°N,2.287278°E | IPA-28973     | Ajuntament de Granollers · Vegeu més fotos d'aquest monument · Carregueu una nova foto d'aquest monument                                             |
| Casa Clapés                                                                                    | BCIL 2003       | Modernisme Joaquim Raspall XX Inici                       | Granollers Pl. Porxada, 14                                                               | 41° 36′ 30″ N, 2° 17′ 16″ E / 41.608273°N,2.287814°E | IPA-28975     | Casa Clapés (Granollers) · Vegeu més fotos d'aquest monument · Carregueu una nova foto d'aquest monument                                             |
| Casa a la plaça Porxada, 20                                                                    | BCIL 2003       | Renaixement XV                                            | Granollers Pl. Porxada, 20                                                               | 41° 36′ 29″ N, 2° 17′ 16″ E / 41.608141°N,2.287855°E | IPA-28976     | Casa a la plaça Porxada, 20 (Granollers) · Vegeu més fotos d'aquest monument · Carregueu una nova foto d'aquest monument                             |
| Casal a la plaça de la Porxada, 21-23                                                          | BCIL 2003       | Renaixement XVI                                           | Granollers Pl. Porxada, 21-23                                                            | 41° 36′ 29″ N, 2° 17′ 17″ E / 41.608026°N,2.288045°E | IPA-28977     | Casal a la plaça de la Porxada, 21-23 (Granollers) · Vegeu més fotos d'aquest monument · Carregueu una nova foto d'aquest monument                   |
| Can Cunillera                                                                                  | BCIL 2003       | XVIII                                                     | Granollers Pl. Porxada, 28 - C. Portalet, 1                                              | 41° 36′ 28″ N, 2° 17′ 16″ E / 41.607836°N,2.287656°E | IPA-28978     | Can Cunillera (Granollers) · Vegeu més fotos d'aquest monument · Carregueu una nova foto d'aquest monument                                           |
| Casa Maspons i Camarasa                                                                        | BCIL 2003       | Neoclassicisme XIX                                        | Granollers C. Príncep de Viana, 5-9                                                      | 41° 36′ 22″ N, 2° 17′ 14″ E / 41.606029°N,2.287110°E | IPA-28979     | Casa Maspons i Camarasa (Granollers) · Vegeu més fotos d'aquest monument · Carregueu una nova foto d'aquest monument                                 |
| Can Jonc, Casa Adela Rocaverda de Furnó                                                        | BCIL 2003       | Noucentisme Joaquim Raspall 1913                          | Granollers C. Rec, 19                                                                    | 41° 36′ 34″ N, 2° 17′ 06″ E / 41.609524°N,2.284995°E | IPA-28980     | Can Jonc (Granollers) · Vegeu més fotos d'aquest monument · Carregueu una nova foto d'aquest monument                                                |
| Torre Pardalera                                                                                |                 | Noucentisme                                               | Granollers C. Rec, 34 - c. Jaume Balmes                                                  | 41° 36′ 36″ N, 2° 17′ 05″ E / 41.610006°N,2.284818°E | IPA-28981     | Torre Pardalera (Granollers) · Vegeu més fotos d'aquest monument · Carregueu una nova foto d'aquest monument                                         |
| Can Pere Pineda, Cal Gangues                                                                   |                 | Eclecticisme XX Inici                                     | Granollers C. Miquel Ricomà, 5-7                                                         | 41° 36′ 25″ N, 2° 17′ 10″ E / 41.606870°N,2.286237°E | IPA-28982     | Can Pere Pineda (Granollers) · Vegeu més fotos d'aquest monument · Carregueu una nova foto d'aquest monument                                         |
| Casa Jaume Bultà i Vidal, o Baltà                                                              | BCIL 2003       | Eclecticisme XX Inici                                     | Granollers C. Miquel Ricomà, 85-87                                                       | 41° 36′ 17″ N, 2° 17′ 11″ E / 41.604799°N,2.286295°E | IPA-28983     | Casa Jaume Baltà i Vidals (Granollers) · Vegeu més fotos d'aquest monument · Carregueu una nova foto d'aquest monument                               |
| Casa Sebastià Costa / Can Biel                                                                 | BCIL 2003       | Noucentisme Joaquim Raspall 1928                          | Granollers C. Santa Anna, 6                                                              | 41° 36′ 31″ N, 2° 17′ 13″ E / 41.608715°N,2.286845°E | IPA-28984     | Casa Sebastià Costa / Can Biel (Granollers) · Vegeu més fotos d'aquest monument · Carregueu una nova foto d'aquest monument                          |
| Cal Monjo                                                                                      | BCIL 2003       |                                                           | Granollers C. Santa Anna, 8                                                              | 41° 36′ 31″ N, 2° 17′ 12″ E / 41.608723°N,2.286749°E | IPA-28985     | Cal Monjo (Granollers) · Vegeu més fotos d'aquest monument · Carregueu una nova foto d'aquest monument                                               |
| Casa Sebastià Costa al carrer Santa Anna, 13                                                   | BCIL 2003       | Noucentisme Joaquim Raspall 1927                          | Granollers C. Santa Anna, 13                                                             | 41° 36′ 31″ N, 2° 17′ 12″ E / 41.608655°N,2.286712°E | IPA-28986     | Casa Sebastià Costa al carrer Santa Anna, 13 (Granollers) · Vegeu més fotos d'aquest monument · Carregueu una nova foto d'aquest monument            |
| Casa Bossy                                                                                     | BCIL 2003       | Noucentisme Joaquim Raspall 1925                          | Granollers C. Santa Esperança, 6                                                         | 41° 36′ 28″ N, 2° 17′ 17″ E / 41.607656°N,2.288004°E | IPA-28987     | Casa Bossy (Granollers) · Vegeu més fotos d'aquest monument · Carregueu una nova foto d'aquest monument                                              |
| Capella de Santa Esperança                                                                     | BCIL 2003       | XIX Mitjan                                                | Granollers C. Santa Esperança, 15                                                        | 41° 36′ 28″ N, 2° 17′ 18″ E / 41.607703°N,2.288376°E | IPA-28988     | Capella de Santa Esperança (Granollers) · Vegeu més fotos d'aquest monument · Carregueu una nova foto d'aquest monument                              |
| Fàbrica Isidre Comas, o Fàbrica Ca l'Isidro                                                    |                 | Eclecticisme XIX Final                                    | Granollers C. Sant Jaume, 60 - Anníbal - Molí - Menéndez Pelayo - Princesa - Fontanella  | 41° 36′ 21″ N, 2° 17′ 07″ E / 41.605810°N,2.285168°E | IPA-28989     | Fàbrica Isidre Comas (Granollers) · Vegeu més fotos d'aquest monument · Carregueu una nova foto d'aquest monument                                    |
| Capella del Col·legi dels Escolapis                                                            |                 | Historicisme XX Mitjan                                    | Granollers C. Sant Josep de Calassanç                                                    | 41° 36′ 18″ N, 2° 17′ 24″ E / 41.60495°N,2.28997°E   | IPA-28991     | Capella del Col·legi dels Escolapis (Granollers) · Vegeu més fotos d'aquest monument · Carregueu una nova foto d'aquest monument                     |
| Casa dels Tagamanent, Casa del Conestable                                                      | BCIL 2003       | Gòtic XV                                                  | Granollers C. Sant Roc, 10                                                               | 41° 36′ 30″ N, 2° 17′ 19″ E / 41.608308°N,2.288573°E | IPA-28992     | Casa dels Tagamanent (Granollers) · Vegeu més fotos d'aquest monument · Carregueu una nova foto d'aquest monument                                    |
| Torre de Can Casaca                                                                            | BCIL 2003       | XIX                                                       | Granollers Camí de Can Casaca                                                            | 41° 36′ 01″ N, 2° 16′ 17″ E / 41.600383°N,2.271488°E | IPA-28993     | Torre de Can Casaca (Granollers) · Vegeu més fotos d'aquest monument · Carregueu una nova foto d'aquest monument                                     |
| Escoles a Palou                                                                                | BCIL 2003       | Noucentisme Jeroni Martorell                              | Granollers Pg. Dr. Fàbregas, 38-40, Palou                                                | 41° 35′ 12″ N, 2° 16′ 55″ E / 41.586586°N,2.281817°E | IPA-28995     | Escoles a Palou (Granollers) · Vegeu més fotos d'aquest monument · Carregueu una nova foto d'aquest monument                                         |
| Església parroquial de Sant Julià                                                              | BCIL 2003       | Gòtic XVI                                                 | Granollers Pl. del Canonge Josep Oliveras, 1, Palou                                      | 41° 35′ 11″ N, 2° 16′ 43″ E / 41.586457°N,2.278555°E | IPA-28996     | Església parroquial de Sant Julià (Granollers) · Vegeu més fotos d'aquest monument · Carregueu una nova foto d'aquest monument                       |
| Can Malla                                                                                      |                 | XIX Final                                                 | Granollers C. Montmeló, Palou                                                            | 41° 34′ 35″ N, 2° 16′ 41″ E / 41.576411°N,2.278007°E | IPA-28999     | Can Malla (Granollers) · Vegeu més fotos d'aquest monument · Carregueu una nova foto d'aquest monument                                               |
| Masia Junyent                                                                                  | BCIL 2003       | Obra popular                                              | Granollers Camí Ral, 4, Palou                                                            | 41° 34′ 49″ N, 2° 16′ 42″ E / 41.580250°N,2.278337°E | IPA-29000     | Carregueu una nova foto d'aquest monument |
| Can Bassa                                                                                      | BCIL 2003       | Obra popular XVI                                          | Granollers Ctra. el Masnou - Granollers, km 15,5, a 0,5 km, Palou                        | 41° 35′ 29″ N, 2° 16′ 49″ E / 41.591286°N,2.280217°E | IPA-29001     | Can Bassa, Palou (Granollers) · Vegeu més fotos d'aquest monument · Carregueu una nova foto d'aquest monument                                        |
| Masia de Can Muntanyola                                                                        |                 | Obra popular                                              | Granollers Palou                                                                         | 41° 35′ 38″ N, 2° 16′ 53″ E / 41.593942°N,2.281412°E | IPA-29002     | Masia Can Muntanyola (Granollers) · Vegeu més fotos d'aquest monument · Carregueu una nova foto d'aquest monument                                    |
| Can Riba de la Serra, Masia Can Riba de la Sala                                                | BCIL 2003       | XVII                                                      | Granollers Palou                                                                         | 41° 34′ 29″ N, 2° 16′ 03″ E / 41.574786°N,2.267542°E | IPA-29004     | Carregueu una nova foto d'aquest monument |
| Les Tres Torres                                                                                | BCIL 2003       | Obra popular XVII                                         | Granollers C. Tres Torres, 18-20                                                         | 41° 35′ 54″ N, 2° 17′ 02″ E / 41.598425°N,2.283870°E | IPA-29005     | Les Tres Torres (Granollers) · Vegeu més fotos d'aquest monument · Carregueu una nova foto d'aquest monument                                         |
| Casa al carrer Barcelona, 37-41                                                                | BCIL 2003       | Obra popular                                              | Granollers C. Barcelona, 37-41                                                           | 41° 36′ 25″ N, 2° 17′ 13″ E / 41.606947°N,2.286944°E | IPA-33380     | Casa al carrer Barcelona, 37-41 (Granollers) · Vegeu més fotos d'aquest monument · Carregueu una nova foto d'aquest monument                         |
| Ca l'Esperança Roca i Hostal de Can Roca                                                       | BCIL 2003       |                                                           | Granollers C. Barcelona, 50-52                                                           | 41° 36′ 23″ N, 2° 17′ 12″ E / 41.606495°N,2.286745°E | IPA-33381     | Ca l'Esperança Roca i Hostal de Can Roca (Granollers) · Vegeu més fotos d'aquest monument · Carregueu una nova foto d'aquest monument                |
| Casa de la plaça dels Cabrits, 5                                                               | BCIL 2003       | Obra popular                                              | Granollers Pl. dels Cabrits, 5                                                           | 41° 36′ 31″ N, 2° 17′ 15″ E / 41.608661°N,2.287381°E | IPA-33382     | Casa de la plaça dels Cabrits, 5 (Granollers) · Vegeu més fotos d'aquest monument · Carregueu una nova foto d'aquest monument                        |
| Can Bassa - plaça dels Cabrits, 1                                                              | BCIL 2003       | XV                                                        | Granollers Pl. dels Cabrits, 1 - Dr. Riera                                               | 41° 36′ 31″ N, 2° 17′ 15″ E / 41.608499°N,2.287419°E | IPA-33383     | Can Bassa - plaça dels Cabrits, 1 (Granollers) · Vegeu més fotos d'aquest monument · Carregueu una nova foto d'aquest monument                       |
| Capella de Santa Anna                                                                          | BCIL 2003       | Obra popular XIX Mitjan,                                  | Granollers Pl. Caserna, 9 - C. Santa Anna                                                | 41° 36′ 32″ N, 2° 17′ 10″ E / 41.608853°N,2.286125°E | IPA-33384     | Capella de Santa Anna (Granollers) · Vegeu més fotos d'aquest monument · Carregueu una nova foto d'aquest monument                                   |
| Can Burres                                                                                     | BCIL 2003       | Obra popular                                              | Granollers C. Corró, 21                                                                  | 41° 36′ 34″ N, 2° 17′ 16″ E / 41.609554°N,2.287707°E | IPA-33385     | Can Burres (Granollers) · Vegeu més fotos d'aquest monument · Carregueu una nova foto d'aquest monument                                              |
| Casa del carrer Corró, 31                                                                      | BCIL 2003       | Obra popular XVI                                          | Granollers C. Corró, 31                                                                  | 41° 36′ 36″ N, 2° 17′ 16″ E / 41.609888°N,2.287800°E | IPA-33386     | Casa del carrer Corró, 31 (Granollers) · Vegeu més fotos d'aquest monument · Carregueu una nova foto d'aquest monument                               |
| Conjunt de tres cases al carrer Corró, 67-71                                                   | BCIL 2003       | Obra popular XVI                                          | Granollers C. Corró, 67-71                                                               | 41° 36′ 39″ N, 2° 17′ 17″ E / 41.610917°N,2.288028°E | IPA-33387     | Conjunt de tres cases al carrer Corró, 67-71 (Granollers) · Vegeu més fotos d'aquest monument · Carregueu una nova foto d'aquest monument            |
| Casa al carrer Corró, 107                                                                      | BCIL 2003       | Obra popular XVI                                          | Granollers C. Corró, 107                                                                 | 41° 36′ 46″ N, 2° 17′ 21″ E / 41.612805°N,2.289052°E | IPA-33388     | Casa al carrer Corró, 107 (Granollers) · Vegeu més fotos d'aquest monument · Carregueu una nova foto d'aquest monument                               |
| Campanar de l'església parroquial de Sant Esteve                                               | BCIL 2003       | Gòtic XV                                                  | Granollers Pl. de l'Església                                                             | 41° 36′ 29″ N, 2° 17′ 11″ E / 41.607921°N,2.286283°E | IPA-33389     | Campanar de l'església parroquial de Sant Esteve (Granollers) · Vegeu més fotos d'aquest monument · Carregueu una nova foto d'aquest monument        |
| Ca la Pepa Sastre i Ca la Pubilla                                                              | BCIL 2003       | Obra popular                                              | Granollers Pl. de les Olles, 4 i 5                                                       | 41° 36′ 30″ N, 2° 17′ 13″ E / 41.608450°N,2.286879°E | IPA-33390     | Ca la Pepa Sastre i Ca la Pubilla (Granollers) · Vegeu més fotos d'aquest monument · Carregueu una nova foto d'aquest monument                       |
| Can Deu                                                                                        | BCIL 2003       | Eclecticisme XX Inici                                     | Granollers Pl. Lluís Perpinyà, 14-18 - c. de l'Enginyer                                  | 41° 36′ 35″ N, 2° 17′ 21″ E / 41.609681°N,2.289230°E | IPA-33391     | Can Deu (Granollers) · Vegeu més fotos d'aquest monument · Carregueu una nova foto d'aquest monument                                                 |
| Casa a la plaça Porxada, 11                                                                    | BCIL 2003       | Obra popular XX Inici                                     | Granollers Pl. Porxada, 11 - c. Doctor Riera                                             | 41° 36′ 30″ N, 2° 17′ 15″ E / 41.608287°N,2.287635°E | IPA-33393     | Casa a la plaça Porxada, 11 (Granollers) · Vegeu més fotos d'aquest monument · Carregueu una nova foto d'aquest monument                             |
| Convent de les Germanes Josefines                                                              | BCIL 2003       | Modernisme XX Inici                                       | Granollers C. de Sant Josep, 6                                                           | 41° 36′ 29″ N, 2° 17′ 06″ E / 41.608033°N,2.284964°E | IPA-33395     | Convent de les Germanes Josefines (Granollers) · Vegeu més fotos d'aquest monument · Carregueu una nova foto d'aquest monument                       |
| Cal Mal Llamp                                                                                  | BCIL 2003       |                                                           | Granollers C. Santa Elisabet, 7-9                                                        | 41° 36′ 32″ N, 2° 17′ 15″ E / 41.608752°N,2.287584°E | IPA-33554     | Cal Mal Llamp (Granollers) · Vegeu més fotos d'aquest monument · Carregueu una nova foto d'aquest monument                                           |
| Habitatges dels mestres de Palou                                                               | BCIL 2003       | Noucentisme Jeroni Martorell XX Mitjan                    | Granollers Pg. del Dr. Francesc Fàbregas, 40-42, Palou                                   | 41° 35′ 12″ N, 2° 16′ 56″ E / 41.586543°N,2.282202°E | IPA-33565     | Habitatges dels mestres de Palou (Granollers) · Vegeu més fotos d'aquest monument · Carregueu una nova foto d'aquest monument                        |
| Casa Rectoral                                                                                  | BCIL 2003       | Noucentisme                                               | Granollers Pg. del Doctor Francesc Fàbregas, 81, Palou                                   | 41° 35′ 11″ N, 2° 16′ 45″ E / 41.58628°N,2.279037°E  | IPA-33568     | Casa Rectoral (Granollers) · Vegeu més fotos d'aquest monument · Carregueu una nova foto d'aquest monument                                           |
| Ca l'Estaper, Can Moquets, Can Marc o Can Jan                                                  | BCIL 2003       | Obra popular                                              | Granollers Pl. Cabrits, 4 - pl. de les Olles, 16                                         | 41° 36′ 31″ N, 2° 17′ 14″ E / 41.608660°N,2.287297°E | IPA-33570     | Ca l'Estaper (Granollers) · Vegeu més fotos d'aquest monument · Carregueu una nova foto d'aquest monument                                            |
| Cal Cabrer, Cal Cuquet                                                                         | BCIL 2003       | Obra popular                                              | Granollers Carrer Corró, 15                                                              | 41° 36′ 34″ N, 2° 17′ 16″ E / 41.609453°N,2.287906°E | IPA-33571     | Cal Cabrer (Granollers) · Vegeu més fotos d'aquest monument · Carregueu una nova foto d'aquest monument                                              |
| Edifici al carrer Corró, 23-25                                                                 | BCIL 2003       | XVII                                                      | Granollers Carrer Corró, 23-25                                                           | 41° 36′ 35″ N, 2° 17′ 16″ E / 41.609627°N,2.287718°E | IPA-33572     | Edifici al carrer Corró, 23-25 (Granollers) · Vegeu més fotos d'aquest monument · Carregueu una nova foto d'aquest monument                          |
| Finestra de l'edifici a la plaça Doctor Guillamet, 4                                           | BCIL 2003       |                                                           | Granollers Pl. Doctor Guillamet, 4                                                       | 41° 36′ 27″ N, 2° 17′ 12″ E / 41.607513°N,2.286710°E | IPA-33574     | Finestra de l'edifici a la plaça Doctor Guillamet, 4 (Granollers) · Vegeu més fotos d'aquest monument · Carregueu una nova foto d'aquest monument    |
| Can Compte                                                                                     | BCIL 2003       |                                                           | Granollers Pl. Porxada, 30                                                               | 41° 36′ 28″ N, 2° 17′ 15″ E / 41.607874°N,2.287492°E | IPA-33575     | Can Compte (Granollers) · Vegeu més fotos d'aquest monument · Carregueu una nova foto d'aquest monument                                              |
| Edifici al carrer Santa Elisabet, 12, 12 Cal Cisteller (Cistells) i 14 Can Torreta (Tocineria) |                 | Obra popular                                              | Granollers C. Santa Elisabet, 12 i 14                                                    | 41° 36′ 32″ N, 2° 17′ 16″ E / 41.608870°N,2.287799°E | IPA-33578     | Edifici al carrer Santa Elisabet, 12 (Granollers) · Vegeu més fotos d'aquest monument · Carregueu una nova foto d'aquest monument                    |
| Casa al carrer Santa Esperança, 4                                                              | BCIL 2003       |                                                           | Granollers C. Santa Esperança, 4                                                         | 41° 36′ 28″ N, 2° 17′ 16″ E / 41.607708°N,2.287739°E | IPA-33579     | Casa al carrer Santa Esperança, 4 (Granollers) · Vegeu més fotos d'aquest monument · Carregueu una nova foto d'aquest monument                       |
| Antiga Fàbrica Roca Umbert: xemeneia, central tèrmica i torre refrigeració                     | BCIL 2008       | Obra popular XIX-XX                                       | Granollers C. Prat de la Riba, 75                                                        | 41° 36′ 08″ N, 2° 17′ 02″ E / 41.602217°N,2.283912°E | IPA-38260     | Antiga Fàbrica Roca Umbert (Granollers) · Vegeu més fotos d'aquest monument · Carregueu una nova foto d'aquest monument                              |
| Habitatge al carrer Prat de la Riba, 46                                                        | BCIL 2003       | XX Inici                                                  | Granollers C. Prat de la Riba, 46                                                        | 41° 36′ 11″ N, 2° 17′ 07″ E / 41.603018°N,2.285175°E | IPA-39521     | Habitatge al carrer Prat de la Riba, 46 (Granollers) · Vegeu més fotos d'aquest monument · Carregueu una nova foto d'aquest monument                 |
| Can Perejaume                                                                                  | BCIL 2010       | XVI, XX                                                   | Granollers Pl. de la Porxada, 17                                                         | 41° 36′ 30″ N, 2° 17′ 17″ E / 41.608367°N,2.287996°E | IPA-39525     | Can Perejaume (Granollers) · Vegeu més fotos d'aquest monument · Carregueu una nova foto d'aquest monument                                           |
| Ca la Curenya                                                                                  |                 | Obra popular XVI-XVII, XVIII-XIX                          | Granollers C. Barcelona 48                                                               | 41° 36′ 24″ N, 2° 17′ 13″ E / 41.606578°N,2.286966°E | IPA-39672     | Ca la Curenya (Granollers) · Vegeu més fotos d'aquest monument · Carregueu una nova foto d'aquest monument                                           |
| Pavelló Municipal d'Esports                                                                    |                 | Darreres tendències XX                                    | Granollers C. Lluís Companys, 2                                                          | 41° 36′ 07″ N, 2° 16′ 56″ E / 41.601837°N,2.282152°E | IPA-39717     | Pavelló Municipal d'Esports (Granollers) · Vegeu més fotos d'aquest monument · Carregueu una nova foto d'aquest monument                             |
| Molí de Pla de Palou                                                                           |                 | Obra popular                                              | Granollers                                                                               |                                                      | IPA-41643     | Carregueu una nova foto d'aquest monument |
| Casa Enric Deu Umbert                                                                          |                 | Noucentisme XX                                            | Granollers C. Francesc Macià, 90-92 - c. Mallorca, 2                                     | 41° 36′ 03″ N, 2° 17′ 14″ E / 41.60094°N,2.28719°E   | IPA-53677     | Casa Enric Deu Umbert (Granollers) · Vegeu més fotos d'aquest monument · Carregueu una nova foto d'aquest monument                                   |